# Earache Records
La Earache Records è una casa discografica che produce dischi di gruppi heavy metal, precisamente death metal, industrial metal e grindcore.

## Storia della Earache Records
La Earache Records venne fondata da Digby "Dig" Pearson nel 1985. Agli inizi, l'etichetta era rivolta verso generi come hardcore punk e crossover rock. Infatti pubblicò una compilation, "Anglican Scrape Attic", che lanciava gruppi di questi generi (Hirax, Lipcream, Concrete Sox e via dicendo).
Dopo qualche anno, la label di Pearson si spostò sul mercato del Metal Estremo e il primo disco di questo genere prodotto fu Scum dei Napalm Death nel 1987.
Le sedi principali della Earache sono a Nottingham (Gran Bretagna) e New York (Stati Uniti). Altri gruppi illustri facenti parte di questa scuderia sono i Morbid Angel, Godflesh, At the Gates e i Deicide.

## Band attuali
- Abandon
- Addiction Crew
- Adema
- Adrenalin Junkies
- Akercocke
- Alarum
- Anaal Nathrakh
- Anal Cunt
- Anata
- Arsis
- At the Gates
- Autonomy
- Beecher
- The Berzerker
- Biomechanical
- Blood from the Soul
- Blood Red Throne
- Blo.Torch
- Bolt Thrower
- Brutal Truth
- Cadaver
- Cadaver Inc.
- Callisto
- Candiria
- Capharnaum
- Carcass
- Carnival in Coal
- The Chasm
- Cathedral
- Circle of Dead Children
- Citizen
- Clutch
- Coalesce
- Commit Suicide
- Concrete Sox
- Confessor
- Corporation 187
- Crowpath
- Cult of Luna
- Deadbird
- Deathwitch
- Decapitated
- December
- December Wolves
- Deicide
- The Dillinger Escape Plan
- Disgust
- Dub War
- Entombed
- Entwined
- Ephel Duath
- Evile
- Ewigkeit
- Exmortem
- Extreme Noise Terror
- Farmakon
- Figure of Merit
- Filthy Christians
- Forest Stream
- Frantic Bleep
- Fudge Tunnel
- Garden of Shadows
- Generated X-ed
- Godflesh
- Hate Eternal
- The Haunted
- Hellbastard
- Heresy
- Hyatari
- Insision
- Intense Degree
- Iron Monkey
- Janus Stark
- Lawnmower Deth
- Linea 77
- Lost Soul
- Luke Fortini
- Lunaris
- Meathook Seed
- Misery Index
- Misery Loves Co.
- Mistress
- Morbid Angel
- Mortiis
- Municipal Waste
- Naked City
- Napalm Death
- Neuraxis
- Nocturnus
- Nox
- O.L.D.
- Painkiller
- Pitchshifter
- Pulkas
- Rabies Caste
- Rakoth
- Repulsion
- Scanner
- Scorn
- Severe Torture
- SSS
- Shortie
- Signs ov Chaos
- Sleep
- Society 1
- Sweet Tooth
- Terrorizer
- Those Damn Crows
- Ultraviolence
- Urkraft
- Usurper
- Vader
- Watchmaker
- With Passion
- Without Face
- Wolverine
- Zatokrev